# NGC 126
NGC 126 је спирална галаксија у сазвежђу Рибе која се налази на NGC листи објеката дубоког неба.
Деклинација објекта је + 2° 48' 40" а ректасцензија 0h 29m 8,1s. Привидна величина (магнитуда) објекта NGC 126 износи 14,4 а фотографска магнитуда 15,4. NGC 126 је још познат и под ознакама MCG 0-2-49, CGCG 383-28, PGC 1784.